# 夜石鮰
夜石鮰為輻鰭魚綱鯰形目北美鯰科的其中一種，分布於北美洲美國密西西比河流域，體長可達15公分，棲息在植被生長、礫石底質的溪流，屬肉食性，以水生昆蟲為食。

## 擴展閱讀
維基物種上的相關：夜石鮰